# Malé Svatoňovice

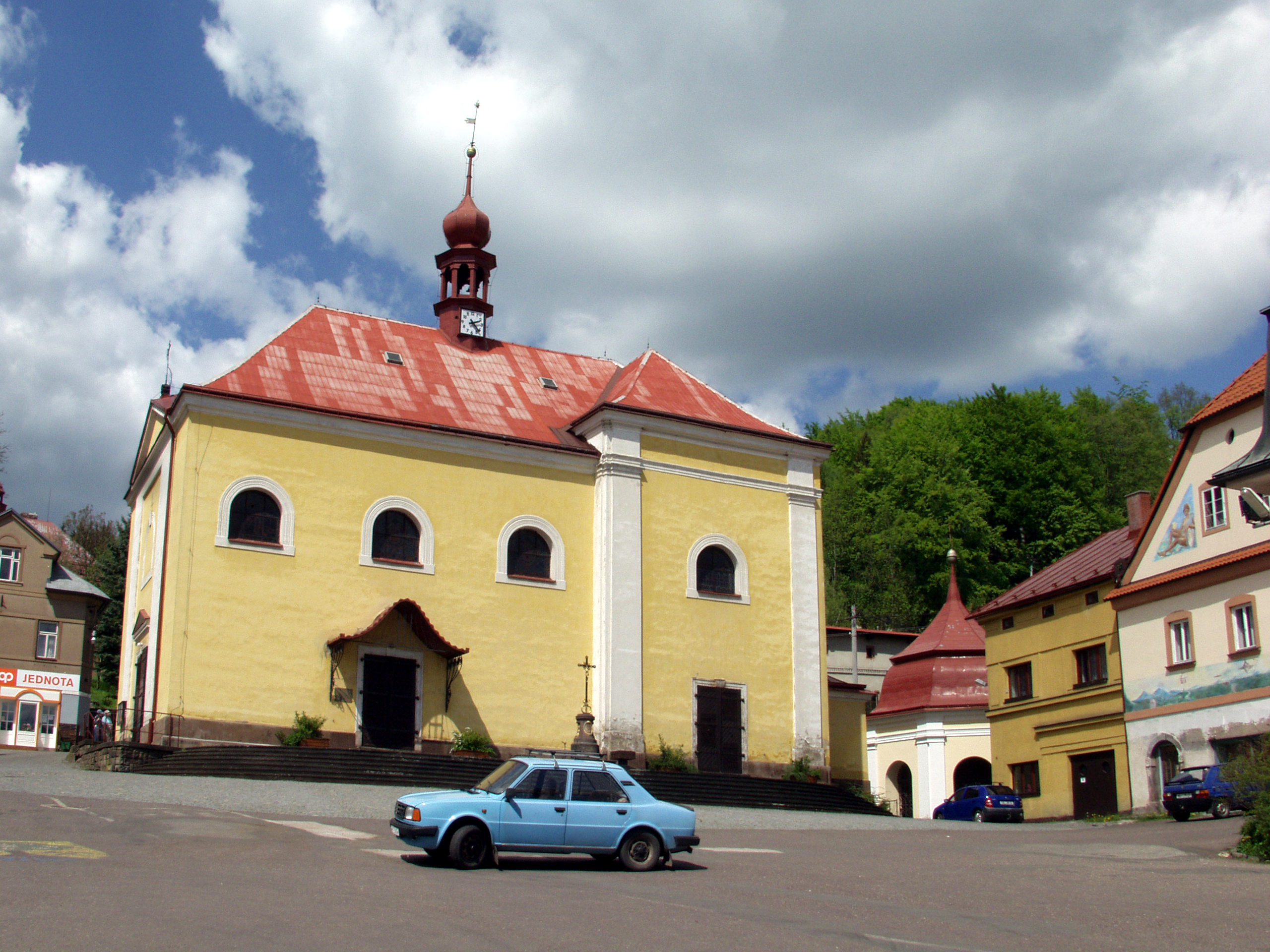
Die Wallfahrtskirche auf dem Hauptplatz

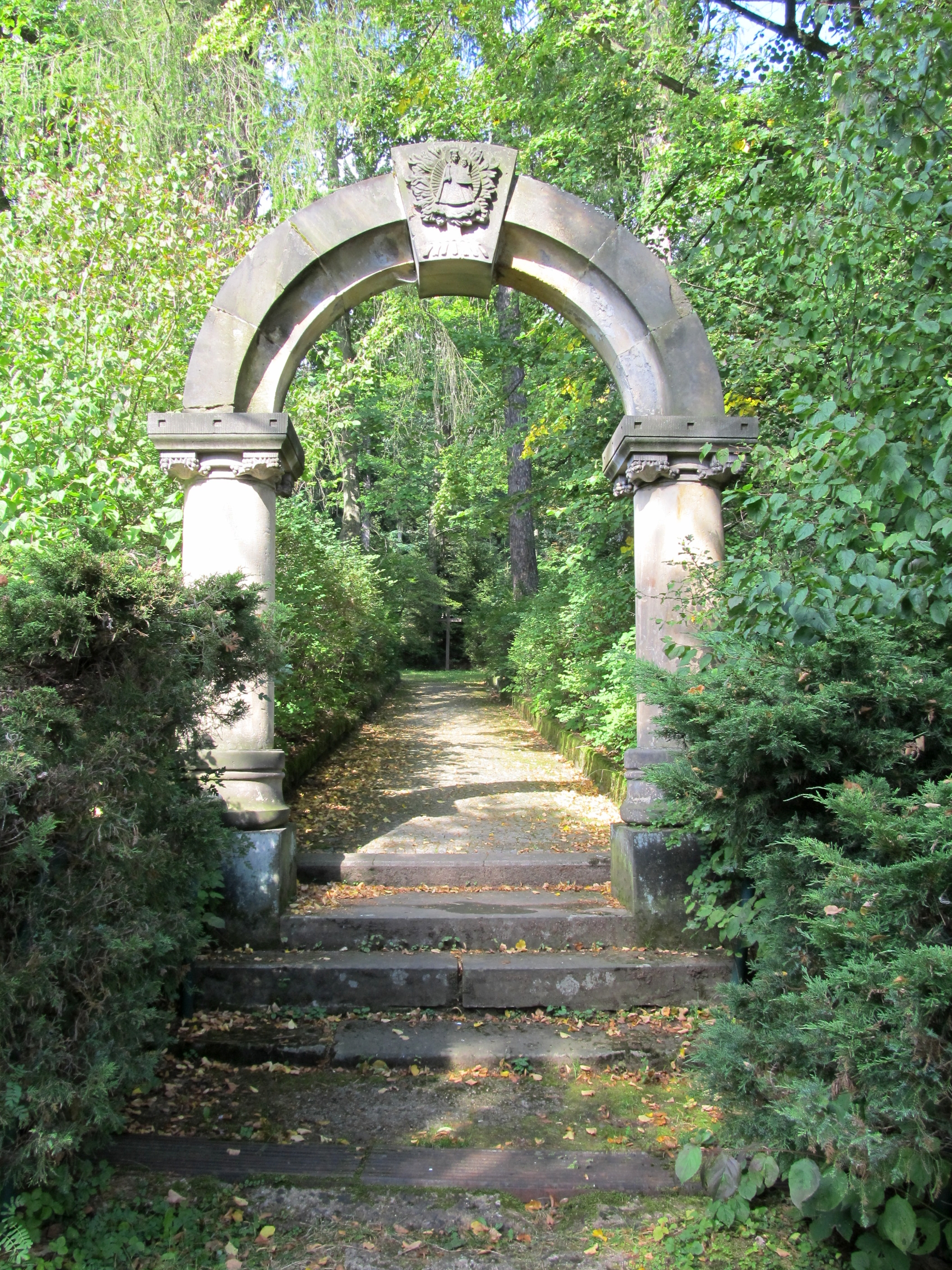
Kreuzweg im Mariengarten

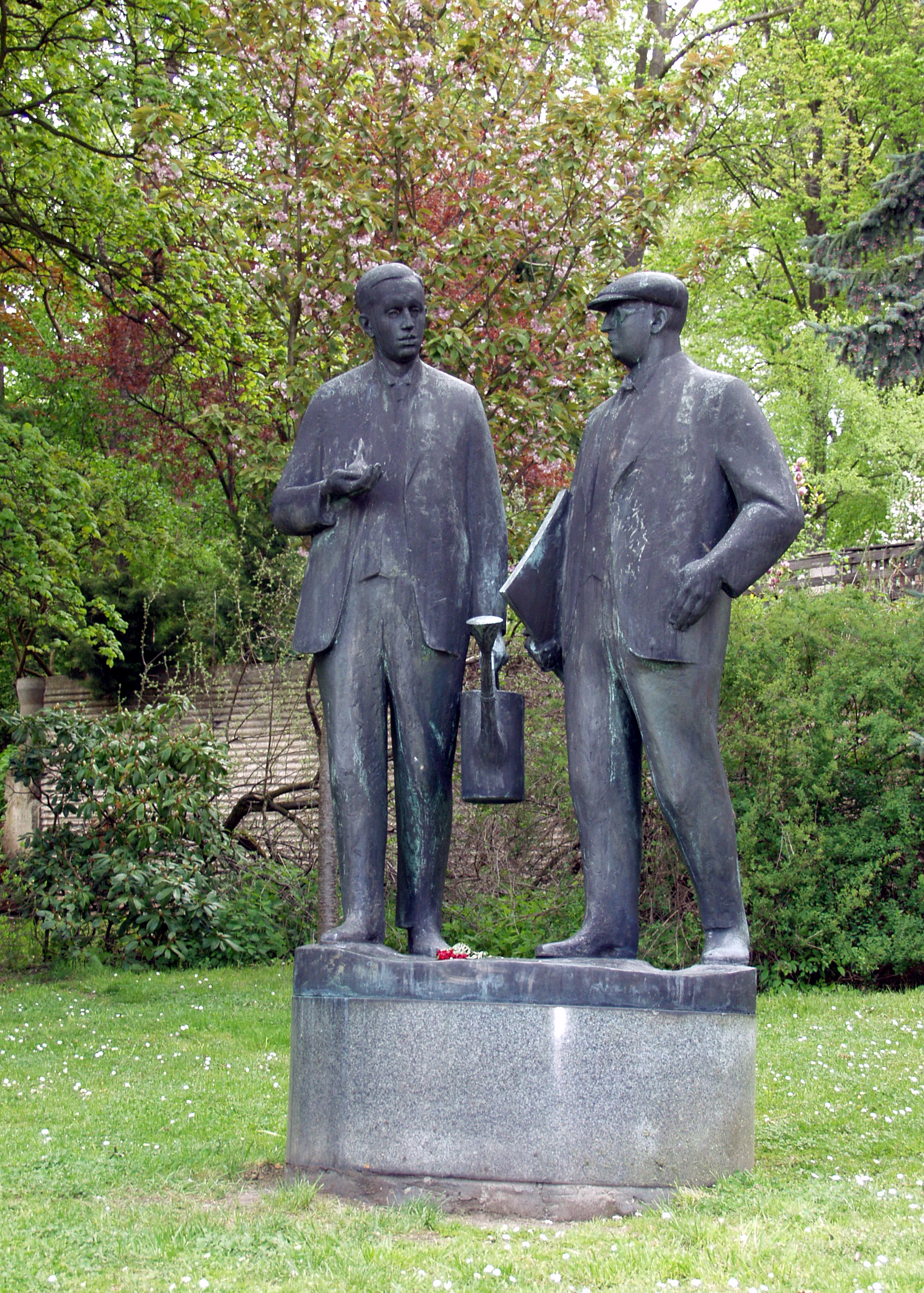
Statuen der Gebrüder Čapek

Malé Svatoňovice (deutsch Klein Schwadowitz) ist eine Gemeinde in Tschechien. Sie liegt 11 Kilometer östlich von Trutnov und gehört zum Okres Trutnov.

## Geographie
Malé Svatoňovice befindet sich am Fuße des Habichtsgebirges (Jestřebí hory) am Übergang zur Hertiner Furche (Rtyňská brázda). Im Ort entspringt der Bach Lesní potok. Nördlich erhebt sich der Žaltman (739 m) und im Osten der Kolčarka (691 m). Über das Habichtsgebirge ziehen sich Bunkerlinien des Tschechoslowakischen Walls.
Nachbarorte sind Přední Hory und Radvanice im Norden, Horní Vernéřovice im Nordosten, Petrovice und Strážkovice im Osten, Rtyně v Podkrkonoší im Südosten, Batňovice im Süden, Úpice im Südwesten sowie Velké Svatoňovice im Westen.

## Geschichte
Svatoňovice gehörte zur Herrschaft Vízmburk und gelangte zusammen mit dieser 1519 an die Herrschaft Nachod.
Über den ersten Steinkohlenfund im Habichtsgebirge, der 1590 bei Markausch erfolgte, berichtete der Trautenauer Chronist Simon Hüttel.
Der Bauer Wenzel Schreiber brachte am 27. Oktober 1715 nordwestlich des heutigen Ortes bei einem von sieben Quellen gespeisten Brunnen am Rande des Habichtsgebirges eine hölzerne Marienfigur mit Christkind an einem toten Kirschbaum an. Nachdem ein Jahr später der seit 1709 erfrorene und verdorrte Baum wieder ausschlug und an sieben Zweigen Früchte trug, wurde der Brunnen als wundertätig verehrt und von Kranken aufgesucht, die die Jungfrau Maria um Erlösung von ihren Leiden baten. 1731 erfolgte eine Ausmauerung des Brunnens und daneben ließ Herzogin Anna Maria Viktoria Piccolomini, geborene Kolowrat, die für ihren Sohn Giovanni Venceslao Piccolomini die Regentschaft ausübte, an der Stelle einer hölzernen Kapelle eine Wallfahrtskirche errichten. Zugleich wurde eine Wasserheilanstalt gegründet. Seit dieser Zeit wurde Svatoňovice zu einem bedeutsamen Marienwallfahrtsort.
1736 veröffentlichte der Nachoder Rentmeister David Antonín Nývlt eine Schrift über den Wallfahrtsort und die Wirkung seiner Heilquellen. Sie erschien in deutscher Fassung in einem Glatzer Verlag und zugleich in tschechischer Sprache in Prag.
Zum Ende des 18. Jahrhunderts wurden östlich von Svatoňovice an den Hängen des Habichtsgebirges Steinkohlenvorkommen entdeckt. 1800 begann der Vortrieb des Xaver-Erbstollens. Am Fuße des Gebirges entstand eine Bergmannssiedlung, die als Studánka svatoňovická (Schwadowitzer Brünnl) bzw. Svatoňovičky (Klein Schwadowitz) bezeichnet wurde. 1826 wurde der Ort Schwadowitz (Svatoňovice) in die zwei Dörfer Klein Schwadowitz (Malé Svatoňovice) und Groß Schwadowitz (Velké Svatoňovice) geteilt. In Klein Schwadowitz war zunächst ein Brunnendoktor, später ein Badearzt ansässig. Als erster Badearzt ist aus dem Jahr 1840 Seidel überliefert, der sein Geld in der Lotterie verspielte. Zur Blütezeit des Bades wirkte der falsche Arzt „Dr.“ Unzeitig in Klein Schwadowitz, der die Kneippmedizin einführte. Ab 1883 wirkte Antonín Čapek, der Vater der Čapek-Brüder als Badearzt in Klein Schwadowitz.
Bis zur Aufhebung der Erbuntertänigkeit im Jahre 1848 gehörte Malé Svatoňovice zur Herrschaft Nachod, die auch den Steinkohlenbergbau betrieb. Zum 1. Januar 1850 wurde Malé Svatoňovice zum Ortsteil der Gemeinde Svatoňovice. 1851 wurde in Klein Schwadowitz ein Bergamt eingerichtet. Die Süd-Norddeutsche Verbindungsbahn errichtete zwischen 1857 und 1859 die Eisenbahnnebenstrecke von Josefstadt nach Schwadowitz, die 1868 bis zur preußischen Grenze bei Königshan verlängert wurde. 1861 wurde ein Postamt eingerichtet. 1871 entstand die Bergmannssiedlung Mexiko. 1875 ließ Wilhelm zu Schaumburg-Lippe eine tschechische Schule errichten. Am 28. Januar 1880 wurde Malé Svatoňovice von Velké Svatoňovice abgetrennt und zur selbständigen Gemeinde.
Im Geburtshaus von Karel Čapek entstand 1946 das Museum der Brüder Čapek. Seit 1976 gehören die Dörfer Petrovice, Strážkovice und Odolov als Ortsteile zu Malé Svatoňovice. 1991 wurde der Steinkohlenbergbau eingestellt. Seit dem 25. Mai 2006 führt die Gemeinde ein Wappen und eine Flagge.

## Gemeindegliederung
Die Gemeinde Malé Svatoňovice besteht aus den Ortsteilen Malé Svatoňovice (Klein Schwadowitz), Odolov (Wodolau), Petrovice (Petrowitz) und Strážkovice (Straschkowitz) sowie die Ortslage Studánka.

## Sehenswürdigkeiten
- Die barocke Wallfahrtskirche der Sieben Freuden der Jungfrau Maria wurde 1731 errichtet.
- Mariengarten (Mariánský sad) an der Kirche, errichtet 1891–1893 mit sieben Kapellen und einem Kreuzweg
- Aussichtsturm auf dem Žaltman
- Museum der Gebrüder Čapek im Geburtshaus von Karel Čapek am Markt

## Söhne und Töchter der Gemeinde
- Wilhelm Riepl (1872–1957), österreichischer Militärkapellmeister
- Alfons Poller (1879–1930), österreichischer Mediziner
- Karel Čapek (1890–1938), tschechischer Schriftsteller